# Distretto di Tesseney
Il distretto di Tesseney è uno dei quattordici distretti della regione di Gasc-Barca, in Eritrea. Ha per capoluogo la città di Tesseney.